# Ike Davis
Pour les articles homonymes, voir Davis.
Isaac Benjamin Davis (né le 22 mars 1987 à Edina, Minnesota, États-Unis) est un joueur de premier but au baseball évoluant en Ligue majeure avec les Rangers du Texas.
Il est le fils de Ron Davis, un lanceur ayant joué dans les majeures de 1978 à 1988.

## Carrière

### Mets de New York
Après des études secondaires à la Chaparral High School de Scottsdale (Arizona), Ike Davis est drafté en juin 2005 par les Devil Rays de Tampa Bay au 19e tour de sélection. Il repousse l'offre et suit des études supérieures à l'Université d'État de l'Arizona où il porte les couleurs des Arizona State Sun Devils de 2006 à 2008.  
Davis rejoint les rangs professionnels à l'issue de la draft du 5 juin 2008 au cours de laquelle il est sélectionné par les Mets de New York au premier tour (18e choix). Il perçoit un bonus de 1,575 million de dollars à la signature de son premier contrat professionnel le 24 juin 2008. 
Il passe deux saisons en Ligues mineures avant d'effectuer ses débuts en Ligue majeure le 19 avril 2010 pour les Mets. Il frappe deux coups sûrs en quatre présences au bâton et produit un point à son premier match, disputé contre les Cubs de Chicago.
Davis complète sa première saison dans les majeures avec 0,264 de moyenne au bâton, 19 coups de circuit, 71 points produits et 73 points marqués. Il termine septième au vote déterminant  la recrue par excellence de l'année 2010 dans la Ligue nationale. Ses 71 points produits représentent le deuxième plus haut total par une recrue des Mets, derrière le record de 74 établi en 1983 par Darryl Strawberry.
Davis connaît un fort début de saison 2011. Il devient le premier joueur de l'histoire de la franchise des Mets à produire au moins un point dans 9 des 10 premières parties de son équipe. Après 36 matchs, il affiche une moyenne au bâton de ,302 avec 7 circuits et 25 points produits. Mais sa saison prend fin le 10 mai alors qu'il se blesse à la cheville gauche en entrant en collision, sur un jeu de routine à l'avant-champ, avec son coéquipier David Wright dans un match au Colorado. On croit d'abord qu'une opération sera nécessaire pour réparer la blessure mais cette possibilité est éventuellement évitée.
En 2012, Davis est le meilleur frappeur de circuits des Mets, avec 32 en 156 parties jouées. Il produit 90 points mais sa moyenne de puissance ne dépasse pas ,462 alors que sa moyenne au bâton, basse, se chiffre à ,227. Il est aussi le joueur des Mets qui est le plus souvent retiré sur des prises, soit 141 fois.
En 2013, il connaît une saison décevante avec à peine 9 longues balles, 33 points produits, une moyenne au bâton de ,205 et une moyenne de puissance de ,334 en 103 matchs joués.

### Pirates de Pittsburgh
Après 12 parties pour New York en 2014, Ike Davis est le 18 avril transféré aux Pirates de Pittsburgh contre deux lanceurs des ligues mineures, le droitier Zack Thornton et le gaucher Blake Taylor. Davis frappe 10 circuits et produit 46 points en 131 matchs pour Pittsburgh, et termine la saison 2014 avec 11 longues balles, 51 points produits et une moyenne au bâton de ,233 en 143 parties jouées au total pour les Mets et les Pirates.

### Athletics d'Oakland
Le 23 novembre 2014, Pittsburgh échange Davis et leur 86e choix au repêchage international aux Athletics d'Oakland en retour d'un 27e choix au même repêchage. Il frappe 3 circuits en 74 matchs pour Oakland au cours d'une saison 2015 marquée par des blessures : il est absent un mois à cause d'une blessure au quadriceps gauche puis est en août opéré à la hanche gauche.

### Rangers du Texas
Le 15 février 2016, il signe un contrat des ligues mineures avec les Rangers du Texas.

## Statistiques
| Saison | Équipe  | G   | AB  | R  | H   | 2B | 3B | HR | RBI | SB | BA   |
| ------ | ------- | --- | --- | -- | --- | -- | -- | -- | --- | -- | ---- |
| 2010   | NY Mets | 147 | 523 | 73 | 138 | 33 | 1  | 19 | 71  | 3  | .264 |
| Totaux | Totaux  | 147 | 523 | 73 | 138 | 33 | 1  | 19 | 71  | 3  | .264 |

Note : G = Matches joués ; AB = Passages au bâton; R = Points ; H = Coups sûrs ; 2B = Doubles ; 3B = Triples ; 
HR = Coup de circuit ; RBI = Points produits ; SB = Buts volés ; BA = Moyenne au bâton.